# Período orientalizante

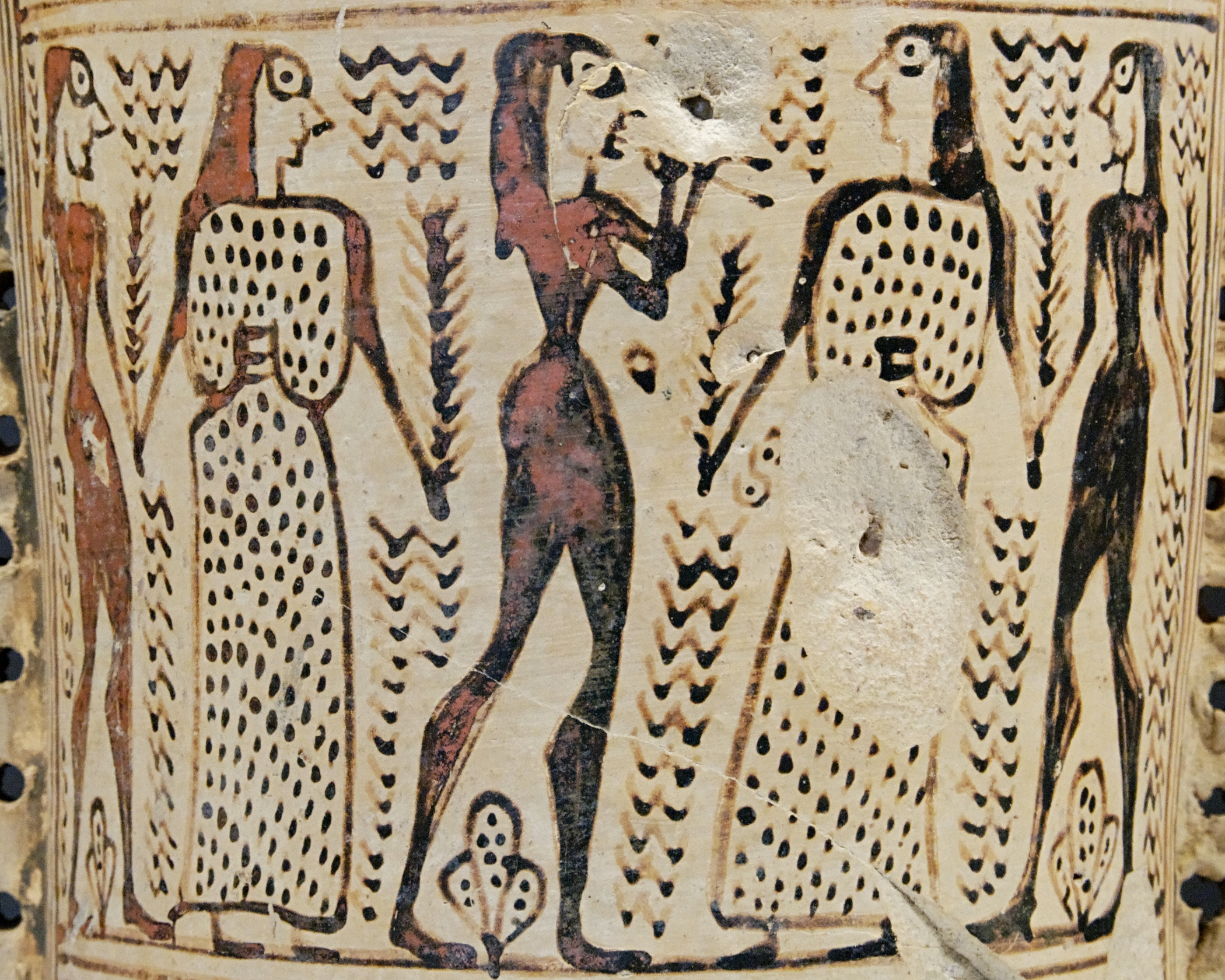
Cuello de un lutróforo protoático del Pintor de Analatos.

Se conoce como periodo orientalizante a la etapa que vivieron las distintas regiones de Grecia desde finales del siglo VIII a. C. y durante el siglo VII a. C. El nombre de dicho período proviene de la influencia que pueblos más orientales —como Fenicia y Asiria en su etapa final—, muestran los nuevos materiales (tejidos, marfiles), manufacturas y técnicas artísticas griegas durante este periodo. En ocasiones se considera a este periodo como una etapa de transición a la Época Arcaica.

## Contextualización histórica
De acuerdo con la historiadora María Eugenia Aubet Semmler:

En el Mediterráneo, el horizonte cultural denominado «Orientalizante» corresponde a un período muy concreto de la Protohistoria que afectó, de forma desigual, a Grecia, Italia y el sur de España. La incidencia del desarrollo de esta facies mediterránea vino condicionada por diversas circunstancias geopolíticas y económicas que, lógicamente, difieren de una región a otra, y la respuesta del sustrato indígena a la acción de la influencia oriental reviste, por ello, formas y características muy diversas. Globalmente analizado, sin embargo, el período orientalizante representa una fase decisiva de transición entre las culturas protohistóricas y geométricas del Mediterráneo y
la civilización histórica clásica —la etrusca o la ibérica— y el acceso definitivo de estas poblaciones a formas de vida urbana.

## Inicios del periodo orientalizante

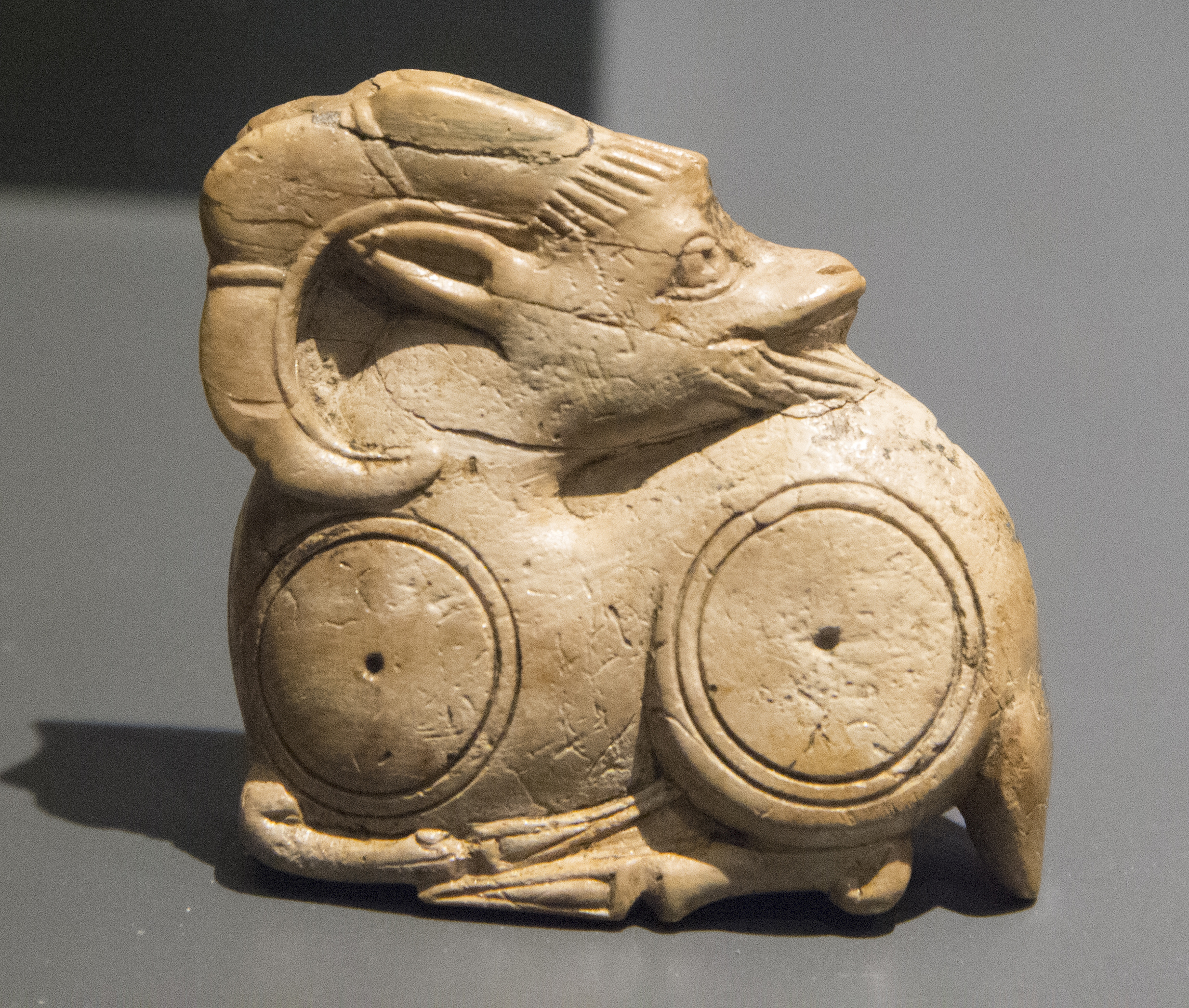
Figurilla de marfil del conservada en el Museo Arqueológico de Éfeso.

A finales del siglo VIII a. C., el aumento demográfico griego les llevó a iniciar un proceso de colonización por el mar Mediterráneo. Esta expansión colonial les llevó a tomar contacto con otros pueblos mediterráneos y a intensificar su actividad colonial, muy deteriorada tras la Edad Oscura. Por otra parte, también se ha incrementado la actividad comercial de los fenicios. Estos contactos introducen en Grecia nuevos materiales y técnicas artesanales que permitirán desarrollar la cerámica, la escultura y la arquitectura.
Creta será una de las primeras áreas en acusar el influjo oriental a través de tejidos, marfiles, etc. La muestra más famosa de esta influencia será una serie de escudos votivos encontrados en el santuario de Zeus en la cueva del Ida por sus escenas de clara inspiración asiria, fenicia y siria. Entre los objetos de influencia oriental también son destacables los marfiles del templo de Artemisa de Éfeso.

## Arquitectura del periodo orientalizante

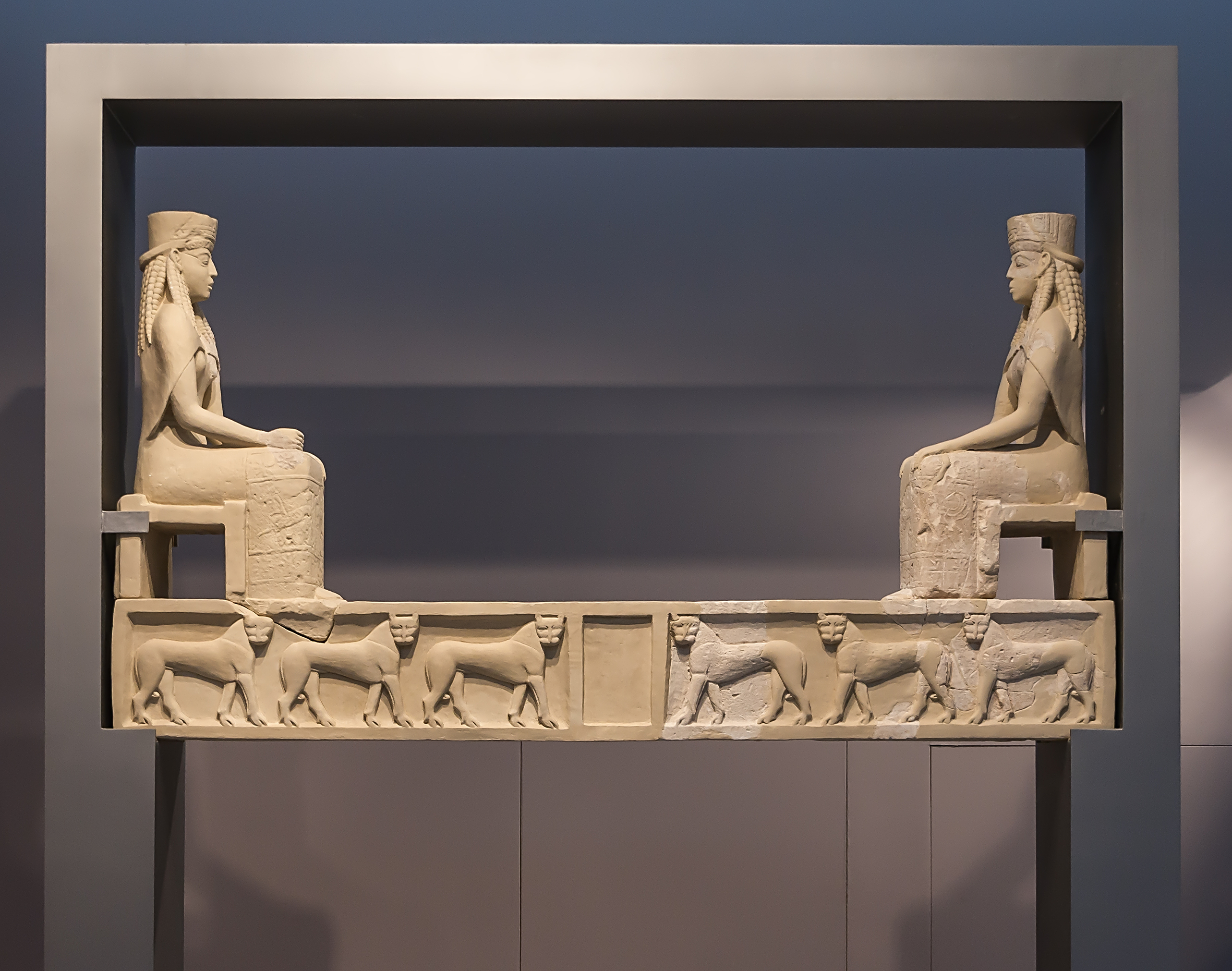
Esculturas del templo A de Prinias. Se conservan en el Museo Arqueológico de Heraclión.

La arquitectura griega de esta época comienza a mostrar lo que será el patrón arquitectónico clásico. Los templos inician la planta rectangular, desapareciendo el ábside típico de etapas anteriores y comenzando el esquema típico con pronao, cella y opistodomos.
Entre los ejemplos más conocidos de este periodo destacan el Templo de Apolo en Termo (mediados del siglo VII a. C.), que sustituye al megaron de época anterior. Otro gran templo de finales del siglo VII es el Templo de Hera en Olimpia, o Hereo, así como el templo A de Prinias en Creta.

## Regionalización según la cerámica

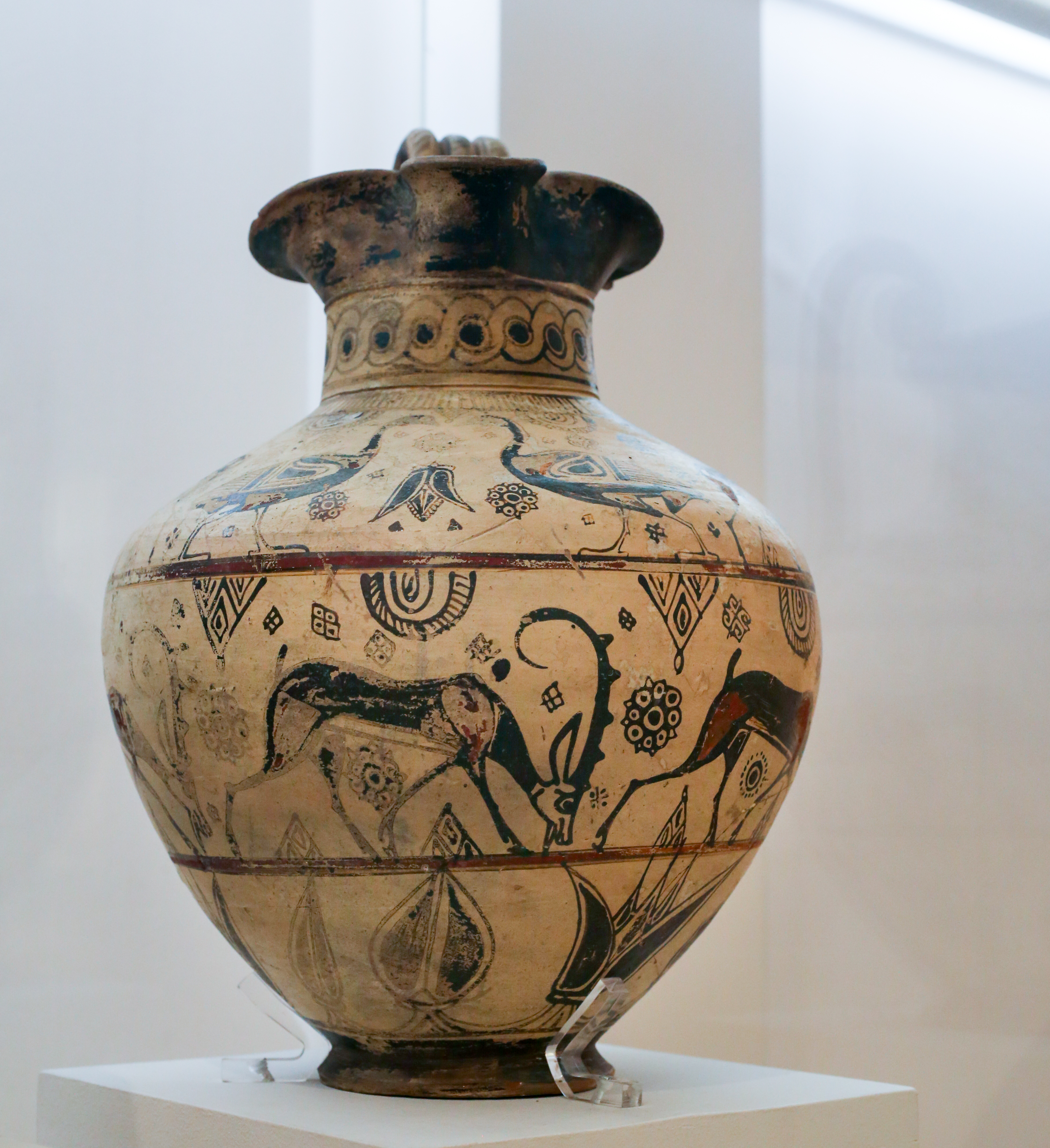
Enócoe del, Museo Arqueológico Nacional de Atenas.

La forma de datación más utilizada para analizar el periodo orientalizante es, al igual que para las épocas anteriores, la cerámica. A causa de los contactos que en esta época está teniendo Grecia con Oriente surgen nuevos motivos iconográficos y ornamentales influidos por los textiles, marfiles y objetos metálicos de Mesopotamia y Oriente Próximo. Entre ellos pueden destacarse los elementos vegetales como el loto, la roseta, la palmeta, el papiro y el «árbol de la vida» y los animales exóticos y mitológicos. Otro cambio es la sustitución de las líneas rectas, predominantes en los dibujos de la cerámica precedente, por las líneas curvas; y abundan los vasos pintados en varios colores, sobre todo en blanco y rojo. También surge una nueva técnica para realizar los motivos interiores, que se hacen mediante incisiones en la arcilla. Durante esta época, en contraste con la relativa homogeneidad del periodo geométrico, la cerámica griega se va a diversificar según la región poniéndose a la cabeza de la producción la cerámica corintia, cuyo estilo se conocerá como estilo protocorintio.
También tendrán un importante desarrollo la cerámica de la isla de Rodas y la de la región del Ática. Esta última se conocerá como de estilo protoático. De este estilo se desarrollarán la cerámica de figuras negras, primero, y la cerámica de figuras rojas después.